# Idaea olorata
Idaea olorata är en fjärilsart som beskrevs av Adolph Rössler 1886. Idaea olorata ingår i släktet Idaea och familjen mätare. Inga underarter finns listade i Catalogue of Life.